# Das Wunderhorn
Das Wunderhorn ist ein inhabergeführter unabhängiger deutscher Buchverlag mit Sitz in Heidelberg. Er wurde 2023 mit dem Deutschen Verlagspreis in der Spitzenkategorie ausgezeichnet.

## Geschichte
Der Verlag wurde offiziell am 17. Juli 1978 von Angelika Andruchowicz, Manfred Metzner und Hans Thill gegründet.

## Verlagsprofil
Der Schwerpunkt des Verlagsprogramms liegt auf zeitgenössischer Prosa und Poesie, auf frankophoner Literatur, Büchern über Kunst, sowie auf literarischen und interkulturellen Reihen wie z. B. dem Projekt Deutsche Reise nach Plovdiv.
Das Verlagsprogramm umfasst Buchreihen („Edition Künstlerhaus“, „Deutsche Reise nach Plovdiv“, „Poesie der Nachbarn“, „VERSschmuggel“), Künstlerbücher, Design (Bruno Munari, Ralf Christofori), Ausstellungsaktivitäten (Pierre Verger, Ré Soupault), Kooperationen mit Museen (Museum Prinzhorn, Museum Ritter, Kurpfälzisches Museum Heidelberg, Völklinger Hütte), mit Kunstvereinen (Heidelberg, Mannheim, Ludwigshafen, Stuttgart) und dem Theater Heidelberg.
Einen besonderen Platz im Verlagsprogramm haben die Werkausgabe des französischen Surrealisten Philippe Soupault und das fotografische Werk von Ré Soupault. Ein wichtiger Schwerpunkt liegt auf der Erforschung des Nationalsozialismus am Beispiel Heidelbergs und seiner Universität (Emil Julius Gumbel, Medizin im Nationalsozialismus, Jüdisches Leben in Heidelberg). Dem literarischen und kulturellen Leben Heidelbergs spürt der Verlag mit Michael Buselmeiers „Literarischen Führungen“ nach. Mit dem Deutschlandfunk-Lyrikkalender und zahlreichen Anthologien war und ist der Verlag einer der profiliertesten Verlage für Poesie in Deutschland. Im interkulturellen Dialog setzt Wunderhorn seit Jahren mit Édouard Glissant (Kultur und Identität), Jean-Marie Gustave Le Clézio (Nobelpreis für Literatur 2008), Abdelwahab Meddeb (Die Krankheit des Islam, Zwischen Europa und Islam), Dany Laferrière (Internationaler Literaturpreis – Haus der Kulturen der Welt 2014 für den Roman Das Rätsel der Rückkehr), Patrick Chamoiseau besondere Akzente. Seit 2010 werden in der Buchreihe „AfrikAWunderhorn“ Autoren der zeitgenössischen afrikanischen Literatur übersetzt, so etwa Helon Habila, Binyavanga Wainaina, Maaza Mengiste oder Lebogang Mashile. Zu den aktuellen Veröffentlichungen des Verlags gehören Texte von Tamara Štajner, Paul-Henri Campbell und Lara Rüter. Besondere Beachtung fanden die übersetzen Neuausgaben der Jiddischen Erzählungen des Nisters und von Paul van Ostaijens typografisch aufwendigem Gedichtband Besetzte Stadt.

## Leitung
Der Geschäftsführer Manfred Metzner war von 2000 bis 2010 zugleich Vorstandsvorsitzender der Kurt-Wolff-Stiftung, die den gleichnamigen Literaturpreis für anspruchsvolle Verlage vergibt.

## Auszeichnungen
- 1996 und 2018: Verlagspreis Literatur des Landes Baden-Württemberg[9]
- 2012: Kurt-Wolff-Preis
- 2019: Deutscher Verlagspreis
- 2020: Deutscher Verlagspreis
- 2022: Deutscher Verlagspreis
- 2023: Deutscher Verlagspreis (Spitzenpreis)

Die Verleihung des Spitzenpreises 2023 wurde von der Jury folgendermaßen begründet:

„Der Verlag Das Wunderhorn spürt seit 45 Jahren die Poesie »auf der Straße« und an den »Peripherien« auf (aus dem Verlagscredo). Seitdem entwickelt er eine feinsinnige Mischung aus internationaler Lyrik, Kunstkatalogen, literarischen Reihen und wissenschaftlichen Publikationen. Der Verlag legt Wert auf nachhaltige Beziehungen. Das betrifft die Druckereien und Buchbinder, mit denen er arbeitet, genauso wie die Kontakte in die weltweite Szene. Sein Programm schöpft er aus diesen Verbindungen. Beispielhaft für die Bandbreite seien hier die Reihen »Kontinentaldrift« zu Literaturen der Diaspora in Europa und »VERSschmuggel« mit neuen Übersetzungen genannt, die in Kooperation mit dem Haus für Poesie Berlin entstehen. Seine Philosophie ist mutig und nach wie vor wegweisend.“